# Опава (округ)
Опава (чеськ. Okres Opava) — адміністративно-територіальна одиниця в Мораво-Сілезькому краї Чеської Республіки. Адміністративний центр — місто Опава. Площа округу — 1 113,11 км², населення становить 176 742 осіб.
До округу входить 77 муніципалітетів, з котрих 7 — міста.